# Sheraton Surabaya Hotel & Towers
Le Sheraton Surabaya Hotel & Towers est un gratte-ciel de 113 mètres de hauteur construit en 1996 à Surabaya en Indonésie. 
Il abrite un hôtel de la société Sheraton sur 28 étages